# SmithKline Beecham
SmithKline Beecham plc è stata una multinazionale britannico-statunitense con sede a Brentford, operante nei settori chimico e farmaceutico. Sorta nel 1989, dalla fusione tra la statunitense SmithKline Beckman e la britannica Beecham Group, fu attiva fino al 2000, quando a sua volta si fuse con Glaxo Wellcome per dare origine alla GlaxoSmithKline.

## Storia
La società venne costituita il 24 gennaio 1989 con la denominazione Goldslot plc dalla fusione di due multinazionali, la britannica Beecham Group e la statunitense SmithKline Beckman. L'11 aprile, avvenne la sua trasformazione in SmithKline Beecham plc, con sede a Brentford, nel Middlesex.
Al momento della sua creazione, il Gruppo era la seconda casa farmaceutica a livello mondiale dopo la statunitense Merck Sharp & Dohme, con un fatturato complessivo di 6,7 miliardi di dollari. SmithKline Beckman vendette la sua controllata Allergan Inc. - prodotti per la cura degli occhi - e Beecham Group vendette le sue controllate del settore cosmetici Yardley, Margaret Astor e Lancaster. Nel 1992-93, la SKB vendette altre sue controllate del settore dei prodotti per la cura personale e dei cosmetici, quali le italiane Manetti & Roberts e Collistar, e la tedesca List Pharma GmbH. Nello stesso periodo, rilevò dalla Imperial Chemical Industries il marchio e la produzione del Cordosyl.
Nel 1997, la SKB fu investita da un'inchiesta giudiziaria avviata dalla magistratura americana, denominata Operation Labscam, scaturita a seguito delle dichiarazioni rilasciate da tre ex dipendenti, nella quale veniva accusata di pagare tangenti ai medici e di falsificare test nei suoi laboratori. L'azienda, che negò ogni accusa ed ogni responsabilità attrbuitagli, si accordò con il governo degli Stati Uniti con un pagamento di 325 milioni di dollari.
La SKB contava al 1998 un organico di 54.350 dipendenti, e realizzava un fatturato di 8,1 miliardi di sterline. Nel 2000, la britannica Glaxo Wellcome acquisì per 76 miliardi di dollari il controllo della SmithKline Beecham, che portò alla fusione delle due case farmaceutiche e alla creazione di un nuovo gruppo, la GlaxoSmithKline.